# Abu Waheeb
Shaker Wahib al-Fahdawi (em árabe: أبو وهيب), popularmente conhecido como Abu Waheeb (1986 – 6 de maio de 2016) foi um emir do auto-proclamado Estado Islâmico que comandava a Brigada Ussud Al-Anbar (conhecidos como Leões de Anbar) em Al-Anbar. Era conhecido por um vídeo em que aparece executando um grupo de três caminhoneiros alauítas por não saberem rezar.
Foi detido pelas forças dos Estados Unidos em 2006 sob a acusação de integrar a Al-Qaeda no Iraque, ele permaneceu em um centro de detenção no sul do país até 2009, quando foi condenado à morte e transferido para Prisão Central de Tikrit na província de Saladino. Waheeb foi um dos 110 detentos que conseguiram escapar da prisão em 2012, fugas essas que foram consequentes de um motim e um ataque contra a prisão promovido pelo Estado Islâmico (a época Estado Islâmico do Iraque).
Abu Waheeb foi morto em fevereiro de 2016 em um ataque aéreo dos Estados Unidos na cidade de Ar-Rutbah, na província de Al-Anbar.